# Sorry for Party Rocking
Sorry for Party Rocking je druhé studiové album dua LMFAO vydané 21. června 2011 Interscope Records. První singl "Party Rock Anthem" je nejúspěšnější píseň jejich tvorby. Byl do světa vypuštěn 25. ledna 2011 a umístil se na prvním místě v hitparádách v osmi zemích světa a v několika dalších se umístil v top ten. Druhý singl je "Champagne Showers", vydaný 27. května 2011.

## Seznam písní
| Pořadí | Název                                                   | Délka |
| ------ | ------------------------------------------------------- | ----- |
| 1.     | Rock the Beat II                                        | 1:53  |
| 2.     | Sorry for Party Rocking                                 | 3:24  |
| 3.     | Party Rock Anthem (featuring Lauren Bennett & GoonRock) | 4:22  |
| 4.     | Sexy and I Know It                                      | 3:19  |
| 5.     | Champagne Showers (featuring Natalia Kills)             | 4:24  |
| 6.     | One Day                                                 | 3:17  |
| 7.     | Take It to the Hole (featuring Busta Rhymes)            | 3:36  |
| 8.     | Best Night (featuring will.i.am, GoonRock & Eva Simons) | 4:59  |
| 9.     | All Night Long (featuring Lisa)                         | 3:47  |
| 10.    | With You                                                | 4:14  |

| Deluxe verze | Deluxe verze                               | Deluxe verze |
| Pořadí       | Název                                      | Délka        |
| ------------ | ------------------------------------------ | ------------ |
| 11.          | Put That A$$ to Work                       | 3:56         |
| 12.          | We Came Here to Party (featuring GoonRock) | 3:46         |
| 13.          | Reminds Me of You (s Calvinem Harrisem)    | 3:47         |
| 14.          | Hot Dog                                    | 2:26         |

| iTunes bonus | iTunes bonus                                                                        | iTunes bonus |
| Pořadí       | Název                                                                               | Délka        |
| ------------ | ----------------------------------------------------------------------------------- | ------------ |
| 15.          | Party Rock Anthem (Benny Benassi Radio Remix) (featuring Lauren Bennett & GoonRock) | 3:35         |